# 샘 피셔
사무엘 레오 피셔(Samuel Leo Fisher)는 게임과 소설로 나온 스프린터 셀 시리즈의 주인공으로, 보통 샘 피셔(Sam Fisher)라고 부른다. 마이클 아이언사이드가 목소리를 맡았으나, 최신작 스프린터 셀: 블랙리스트에선 에릭 존슨으로 바뀌었다.

## 개요
그는 미 중앙정보국의 작전지휘관이자 네이비 씰 3팀의 베테랑으로, 〈더블 에이전트〉까지 미 국가안전보장국의 비밀 부서인 써드 에설론의 현장 요원으로 활동한다. 그는 조용하고 본능적이며 민첩한 잠입 기술의 전문가로, 서드 에설론의 프로그램인 '스프린터 셀'로 고용된 첫 번째 사람이다. 주무기는 SC-2000으로 지칭되는 특수개조된 F2000 라이플과 FN-파이브 세븐 자동권총이다. 그리고 적외선 열영상, 컬러 광증폭, 레이저 측정, 전자기파 방사 감지에 줌 기능을 가지고 있는 렌즈 세개달린 야시경을 트레이드 마크로 하고 있다.
그는 수십 년간 세계 역사에서 중요한 열쇠였지만, 자랑스러운 흉터 외에는 어떠한 영광도 남겨진 것이 없다. 그는 나이가 들어 현명해졌고, 더 이상 영광이 아닌 필요와 의무에 의해서 싸운다고 믿는다.
일을 하지 않을 때면 메릴랜드주 저먼타운 외곽의 농장에서 산다.

## 임무 지역
게임과 소설을 통틀어 샘 피셔가 임무를 수행한 지역은 다음과 같다.

### 북미
- 미국
  - 샘 피셔가 자주 드나들곤 했던 써드 에설론과 국가안전보장국의 본부는 미국에 위치하고 있다.
  - 첫 게임의 첫 임무는 버지니아주에 있는 피어리 캠프에서의 훈련이다.
  - 첫 게임에서 버지니아주 랭글리에 있는 중앙정보국에 침투한 적이 있다.
  - 〈판도라 투머로〉에서 로스앤젤레스 국제공항에 침투했다.
  - 〈혼돈 이론〉에서 잠재적인 사이버 테러리스트로부터 정보를 얻기 위해 뉴욕주 맨하탄의 펜트하우스에 침입했다.
  - 〈혼돈 이론〉에서는 암살 계획에 대한 정보를 얻기 위해 미국의 민간군사기업인 디스플레이스 인터내셔날의 본부에 침투했다.
  - 〈더블 에이전트〉에서 샘 피셔는 테러리스트 조직에 위장해 들어가기 위해 캔자스주의 감옥에 갇혀있게 된다.
  - 〈더블 에이전트〉에서 샘 피셔가 침투한 테러 조직은 뉴올리언스에 위치하고 있다.
- 파나마
  - 〈혼돈 이론〉에서 테러 활동에 대한 정보를 되찾기 위해 은행에 침입했다.

### 남미
- 페루
  - 〈혼돈 이론〉에서 페루 북부의 게릴라 캠프에 침투한다.
- 콜롬비아
  - 〈에센셜〉에서 샘 피셔는 그의 지휘관인 더글러스 셰틀랜드를 콜롬비아 무장혁명군으로부터 구한다.

### 유럽
- 프랑스
  - 〈판도라 투머로〉에서 프랑스 파리시의 저온학 연구실에 침투한다.
- 조지아
  - 첫 게임에서 수도 트빌리시의 경찰서로 침투한다.
  - 첫 게임에서 국방부에 침투한다.
  - 첫 게임에서 미군 병사들을 구하기 위해 개조된 도살장으로 침투한다.
  - 첫 게임에서 조지아의 대통령궁으로 침투한다.
- 아이슬란드
  - 〈더블 에이전트〉에서 지열 발전소에 침투한다.
- 러시아
  - 〈오퍼레이션 바라쿠다〉에서 모스크바의 집으로 침투한다.
- 우크라이나
  - 〈오퍼레이션 바라쿠다〉에서 키예프 외곽의 군사 기지에 침투한다.
  - 〈체크메이트〉에서 핵무기의 구성 요소를 추적하기 위해 체르노빌로 간다.
  - 〈체크메이트〉에서 개인적인 이유로 수도 키예프를 방문한다.

### 아시아
- 대한민국
  - 〈혼돈 이론〉에서 북한이 남한을 침공한 뒤, 중요한 자료를 회수하기 위해 서울을 빠져나간다.
- 일본
  - 〈혼돈 이론〉에서 홋카이도의 고립된 리조트에 침투한다.
  - 〈혼돈 이론〉에서 용병 회사에 대한 정보를 얻기 위해 도쿄의 목욕탕으로 침투한다.
  - 〈혼돈 이론〉에서 도쿄에 있는 I-SDF 본부에 침투한다.
- 조선민주주의인민공화국
  - 〈혼돈 이론〉에서 도난당한 미사일을 찾기 위해 북한의 군 기지에 침투한다.
- 중화인민공화국
  - 〈더블 에이전트〉에서 상하이의 테러 작전을 감시한다.
  - 〈체크메이트〉에서 홍콩의 사무실을 침투한다.
  - 〈오퍼레이션 바라쿠다〉에서 범죄 네트워크를 파괴하기 위해 홍콩에 오래 체류한다.
- 미얀마
  - 첫 게임에서 당시 수도인 양곤에 있는 중화인민공화국의 대사관에 침투한다.
- 인도네시아
  - 〈판도라 투머로〉에서 코모도에 있는 조선소에 침투한다.
  - 〈판도라 투머로〉에서 자카르타의 적지로 침투한다.

### 아프리카
- 세네갈
  - 과거 샘 피셔가 네이비 씰이었을 때 이곳에서 한 프랑스 무기거래상의 제거를 도와준 적이 있다.
  - 〈체크메이트〉에서 조선소에 침투한다.
- 콩고 민주 공화국
  - 〈더블 에이전트〉에서 테러 조직의 지도자가 킨샤사로 향할 때 그를 비밀리에 호위하는 역할을 한다.

### 중동
- 이스라엘
  - 〈판도라 투머로〉에서 위험한 생물학적 대리인을 밝혀내기 위해 예루살렘으로 간다.
- 쿠웨이트
  - 샘 피셔는 걸프전 당시 쿠웨이트에서 작전을 수행한 적이 있다.
- 카타르
  - 〈체크메이트〉에서 도하 부근의 공군 기지를 잠깐 방문한다.
- 아랍에미리트
  - 〈체크메이트〉에서 수도 두바이의 부르즈 알 아랍에 숨어 있는 사이버 테러리스트를 추적한다.

### 그 외
- 첫 게임에서 카스피해의 유전에 침투한다.

## 등장
게임
- 톰 클랜시의 스프린터 셀 (2002)
- 톰 클랜시의 스프린터 셀: 판도라 투머로 (2004)
- 톰 클랜시의 스프린터 셀: 혼돈 이론 (2005)
- 톰 클랜시의 스프린터 셀: 에센셜 (2006)
- 톰 클랜시의 스프린터 셀: 더블 에이전트 (2006)
- 톰 클랜시의 스프린터 셀: 컨빅션 (2010)
- 톰 클랜시의 스프린터 셀: 블랙리스트 (2013)

소설
- 톰 클랜시의 스프린터 셀 (2004)
- 톰 클랜시의 스프린터 셀: 오퍼레이션 바라쿠다 (2005)
- 톰 클랜시의 스프린터 셀: 체크메이트 (2006)

영화
- 스프린터 셀

## 같이 보기
- 솔리드 스네이크
- 스프린터 셀 시리즈

## 참조
1. ↑  Splinter Cell Essential Official Site
2. ↑  Who is Sam Fisher? - Splinter Cell Official Site